# このは (声優)
このはは、日本の女性声優。主にアダルトゲームを中心に活動している。

## 主な出演作品

### ゲーム

#### 2007年
- 娘姉妹（古沢小鈴）[1]

#### 2008年
- 催眠凌辱学園（有峰一縷）[2]
- Pure妹ミルクぷるん♪（天道院初衣）
- ニセ教師（天木栞）[3]
- 満淫痴女電車 〜細い指でシゴかないで〜（飯山ユミ）[4]
- はなマルッ!2（イシス・ベル・スプレンデス、ミルク）
- インチキ霊媒師（藤堂心葉）[5]
- 姦淫特急満潮（清水夢）
- 鬼父 〜愛娘強制発情〜（三上由佳）[6]
- 聖奴隷女教師（桜沢茜）[7]
- ザーメンセキュリティ2009（メイラ）[8]

#### 2009年
- ぱいタッチ!（羽生那深）[9]
- もしもこんなショッピングモールがあったら!?いきます☆（佐伯遊美[10]、小川れいな[11]、大場加奈子[12]、萌木瑠璃[13]）
- 大阪CRISIS 〜姦楽街開発プロジェクト〜（萱島涼子）[14]
- 蝶ノ夢 二人の蝶（蝶子）[15]
- 詩篇II 〜再誕のカタストロフ〜（ソフィア・ベルツェリウス）[16]
- 巫女だし（陽菜）[17]
- アイドルレスラーひなた 恥辱のリング 「私…もうこれ以上耐えられない……!」（青海ひなた）[18]
- 黄昏に煌く銀の繰眼（須賀くるみ）[19]
- 巨乳ファンタジー（ルセリア・フォン・ディアマンテ）[20]
- なかだしトリロジー（日ノ原陽菜）[21]
- サディスティックりとる（観坂部涼乃）[22]
- MONSTER PARK（スティア姫）[23]

#### 2010年
- 孕ノ胤（春日ひなた）[24]
- 魔物娘との性活 〜アルラウネの場合〜（アルル＝アルルーン）[25]
- ぜったい遵守☆強制子作り許可証!!（葛城沙羅）[26]
- えろげー!〜Hもゲームも開発三昧〜（園野寧々）[27]
- 他の男の精液で孕んでもいいですか…?2 幼く見えるカラダは、既に男の味を知っていた（神野結花）[28]
- HOUND -獣欲の買収者-（梅田操）[29]
- 淫辱都市/堕天の贄（使徒7 深遠なる思慮ソフィア）[30]

#### 2011年
- まかぱらっ!〜あの世でめちゃモテ〜（月見里珠/猫又）[31]
- euphoria（蒔羽 梨香）[32]
- 姦淫特急 松葉〜肉欲のグルメ紀行〜（清水 茜）
- 聖麗奴学園（小桜 日和）[33]

#### 2012年
- 聖隷嬢和歌子（織部 愛那）[34]
- 夢喰い -つるみく式ゲーム製作- Re:dream（野江 泉）[35]

### OVA
- Bust to Bust －ちちはちちに－ ちょっとくらい腐ってるのが美味いんですよ？ （矢野めぐみ）
- 夢喰い-つるみく式ゲーム製作-〜樟葉悠美 開発編〜（野江泉）